# Кібер-оптимізм і кібер-песимізм
Кібер-оптимізм і кібер-песимізм — два антагоністичні погляди на вплив інтернету на суспільство. Деякі технології мають можливість радикально змінити контекст, в якому вони працюють. Це так звані «революційні технології», здатні витіснити попередні інновації та спричинити глибокі суспільні зміни, які будуть значущими на макро- і мікро- рівнях. Наслідки, які є результатом впливу цих інструментів, не завжди є очевидними, що породжує загальносуспільні дискусії щодо їх доцільності і користі. Простір дискусії кібер-оптимістів і кібер-песимістів — це суперечка щодо того, яким чином інтернет може змінити соціальну реальність. Перші говорять про те, що інтернет сприяє суспільному розвитку, допомагає соціальним інститутам впорядковувати соціальні інтеракції. Другі відповідно вважають, що інтернет — деструктивна ланка, яка дає додаткові інструменти боротьби противникам демократії і ліберального суспільства, сповільнює розвиток суспільства і зменшує інтенсивність спілкування між людьми. Хоче концепт кібер-оптимізму (песимізму) застосовують для пояснення трансформацій у економіці, соціальній сфері, дана стаття буде зосереджена на політичному характері — як кібер-оптимісти і кібер-песимісти розглядають інтернет в плані каталізатора політичних змін.

## Кібер-оптимізм
Розгляд Інтернету як форми технології з глибоким внутрішнім демократичним поривом є інтерпретацією, яка користується найбільшим загальносуспільним визнанням. Таку позицію відстоюють не тільки провідні засоби масової інформації, а й політична еліта найсильніших світових країн. Сполучені Штати Америки, які довгий час стояли в авангарді технологічного і суспільного розвитку, ще до початку ери інтернету напрацювали стійку позицію щодо ставлення до інтернету: «Інтернет, можливо, є одним із найбільших інструментів для демократизації та політичної свободи, якими ми коли-небудь володіли». Ці слова належать Кондолізі Райз, яка була держсекретарем США при адміністрації Джорджа Буша. Навіть після зміни владного вектора в США, коли президентом став не республіканець, а демократ Обама, ставлення до інтернету не змінилося: «Ми за один спільний Інтернет, де все людство матиме доступ до знань та ідей свободи»
Основні тези кібер-оптимістів, які висунув російський соціолог Олександр Ганін, швидше стосуються розвитку засобів масової інформації та інформаційної свободи, які опосередковано визначають політичну складову життя суспільства:
- Інтернет дає нам нові можливості, яких раніше не було. Виникає можливість для творчої зміни реальності.
- Ми звільняємось від посередницької ролі Медіа, а автор може напряму звертатись до аудиторії через соціальні мережі Facebook, Twitter, VKontacte.
- Інтернет дозволяє здійснювати вільне спілкування без ідеологічно заангажованих ЗМІ. Монолог телебачення заміщується діалогом інтернету.[3]

Позицію кібер-оптимістів можна виразити через порівняння інтернету і телебачення як медіа. Ширкі каже, що: «коли хтось купляє комп'ютер або мобільний телефон, число споживачів і виробників зменшується на одну людину». Тобто нівелюється потреба в посередництві, що зменшує ймовірність впливу цих посередників на тих, хто потребує інформації.

## Основні політичні аргументи кібер-оптимістів
- Надання влади ізольованим суб'єктам

Нові технології полегшують і сприяють поширенню інформації та участі суб'єктів
в політичних дискусіях. Кіберпростір стає найважливішим інструментом для громадян, надаючи їм
можливість чинити тиск з метою отримати більшу прозорість і відповідальність
їхнього уряду. Мережа відкриває нові шляхи для виконання основних вимог демократії, таких як
свобода вираження, що дозволяє споживачам бути не тільки споживачами інформації, наданої в засобах масової інформації. Через кіберпростір фізичні особи можуть виразити себе вільно і без посередництва.
Відбувається збагачення політичної дискусії через збільшення кількості учасників, які мають різні точки зору.
- Інтенсифікація міжгрупових відносин

Нові зв'язки між окремими особами і групами створюються як всередині, так і за межами національних кордонів. Інтернет допомагає ущільнитись громадській сфері, що є основною вимогою для активних соціальних протестних рухів, які за певних умов можуть перерости у революцію. Ця форма технології стає ключовим інструментом для колективних дій в суспільствах, які характеризуються низьким індексом свободи. Через мережу індивід може зрозуміти, що є багато людей, які поділяють його невдоволення, — це допомагає скоординувати дії через знаходження точки комунікації в кібер-просторі. Здатність інформації в умовах кібер-простору досягти потенційно ізольованої аудиторії дозволяє невеликим групам і мотивованим активістам виразити свою ініціативу на рівень масової розмірності. Величина трансформацій в інтернеті зростає прямо пропорційно зростанню кількості інтернет-користувачів.
- Місцеві події мають міжнародні наслідки

Інтернет послаблює здатність політичнb[ режимsd здійснювати ефективний контроль над потоками інформації. Нові технології дозволяють уникнути урядової цензури, дозволяючи місцевим активістам повідомити міжнародну громадськість, і брати участь у внутрішній політиці своєї країни. На відміну від
традиційних засобів масової інформації, інтернет-користувачіі можуть діяти з більшою анонімностю, ніж
журналісти, і бути присутніми на заходах, які державна цензура
забороняє акредитованим фахівців. Ілюстрації і письмові матеріали, зібрані цими інтернет-журналістами, в кінцевому результаті допомагають залучити міжнародне співтовариство до боротьби проти порушення громадянських прав і пригноблення демократії. Велика кількість репресивних режимів втратили частину
сили через глобальний тиск збоку демократичних держав.
- Сприяння економічному розвитку та соціальної модернізації як базових елементів демократії

Інтернет став одним з ключових факторів у рекламі глобалізація і, як наслідок, пришвидшеного економічного розвитку. Інтернет не тільки зменшив вартість виробленої продукції і управлінських витрат, але він також збільшив обсяг і швидкість, з якою інформація циркулює. Новий середній клас, що виникає під егідою нової інформаційної економіки, в кінцевому підсумку стає одним із найбільш впливових груп опору авторитаризму. Політична еліта свідома такого ланцюга подій, і стикається з так званою «дилемою диктаторів»: політичний контроль або економічна могутність. Одночасний вибір цих двох стратегій неможливий. Якщо актуальною стає перша, коли політичний контроль пріоритетний, слабкість економіки приводить до включення в глобальні процеси, що так чи інакше приведе до засвоєння інтернету і послаблення режиму.
- Включеність молодого покоління

Існує стереотип, що молоде покоління є незацікавленим в політичному житті країни, і не хоче брати в ньому участь. Кібер-оптимісти стверджують, що молоді люди інакше, ніж старше покоління, беруть участь у політиці. Зважаючи на їхній високий рівень довіри до інтернету, високий відсоток користувачів інтернету серед молоді, взаємодії між інтернет-активістами — це все аргументує, чому інтернет є важливим чинником політичного життя в країні.
- Усвідомлення власного впливу

Емпіричні дані, зібрані у різних країнах, дозволяють зрозуміти, наскільки сильним люди вважають власний вплив на політику через доступ до інтернету. У 2012 році в Іспанії 52% інтернет-користувачів вважали, що інтернет дає людям більше політичної влади. Показники Канади, Колумбії, Британії і Австралії наближалися до 40%. 77% інтернет-користувачів в Іспанії, 50% в Колумбії і 51% у Мексиці погодились із твердженням, що інтернет дозволяє включатись звичайним громадянам у владні процеси.

## Кібер-песимізм
Кібер-песимізм — погляд, за яким інтернет не є функціональним в умовах сучасного інформаційного суспільства. засоби, які він надає владним режимам, абсолютно суперечать тим ліберальним ідеалам, які сповідує весь демократичний світ. Деякі дослідники порівнюють інтернет із радіопередачами, які були потужним методом пропаганди в Радянському Союзі і країнах соціалістичного блоку.

### Основні політичні аргументи кібер-песимістів
- Демократичні бульбашки

Громадська думка, може створювати деякі ілюзії щодо існування широко розповсюджених демократичних рухів
як реальних. Проте їх існування тільки проходити в діапазоні сприйняття тих, хто покладає завелику необґрунтовану довіру на інформувальні і звільнювальні можливості Інтернету. Відсутність реальної і легітимної соціальної бази, проте ніби-то широка підтримка в інтернеті і декларативна готовність до рішучих дій призвели до не вдачі великої кількості соціальних рухів.
- Слабкість інтернет-груп

Кібер-песимісти відзначають, що інтернету характене полегшення етапу утворення груп різного роду, проте вони мають високу ймовірність розпастись до того, як перейдуть у активну фазу своїх дій поза межами кібер-простору. Гладуел стверджує, що соціальні групи, створені в інтернеті, є об'єднаними дуже слабкими зв'язками, яким характерна діяльність із високим ризиком, що пояснює велику частку саме радикальних груп в інтернеті і їхній ймовірний провал. На етапі переходу до активних дій ці групи є особливо вразливими до психологічного чи фізичного насильства і репресій збоку влади, оскільки координація в умовах реального стресу не є напрацьованою. Інтернет призвів до того, що владі дуже легко ідентифікувати і нейтралізувати лідера інтернет-спільноти ще до того, як він перенесе свою діяльність у реальне політичне поле. Ще один недолік інтернет-взаємодії — якщо людина захоплена за свої політичні погляди, і при цьому вона діяла в інтернеті анонімно, вона не може очікувати на допомогу від своїх політичних соратників. Дисидентство зникає з політичної інтернет-арени так само швидко і непомітно, як і з'явилося.
- Допомога репресивному апарату

Мережа полегшує завдання контролю інтелігенції та моніторингу політичних дисидентів. Уряди, в значній мірі за сприяння західних компаній, розробили механізми, які дозволять їм здійснювати обробку великої кількості даних про населення, якщо воно користується інтернетом. Моніторингові організації можуть одночасно здійснювати ефективний і детальний контроль над життям всіх інтернет-користувачів, число яких в розвинутих країнах може доходити до кількох десятків мільйонів осіб. Шпигунство за поведінкою в інтернеті дозволяє визначити психологічні латентні показники, які визначають схильність до бунтарства. Велика частка доступу до інтернету в країнах, що розвиваються, здійснюється через мобільний телефон, а такий тип доступу, значно полегшує слідкування та ідентифікацію користувача.

### Аргументи кібер-песимістів за Ганіним
- Відсутність кордонів між автором і читачем призводить до падіння авторитетності обох
- Великий об'єм інформації в інтернеті — інформаційний шум
- Відсутність критеріїв істинності, значимість інформації дуже розмита
- Проблема релевантності і об'єктивності отримуваної інформації
- Зниження рефлексії через обмеження об'єму меседжів (140 символів у Twitter)
- Відсутність кордонів між автором і читачем призводить до падіння авторитетності обох[11]